# Joseph Prill
Joseph Carl Maria Prill (* 9. Juni 1852 in Beuel; † 8. Oktober 1935 in Donrath) war ein deutscher römisch-katholischer Priester und autodidaktischer Architekt. Nachdem er am 9. November 1875 im Kölner Dom zum Priester geweiht worden war, lebte er von 1880 bis 1883 in Rom und war von 1889 bis 1918 als Religionslehrer am Burggymnasium in Essen tätig.

## Leben
Als Vorstandsmitglied der 1887 gegründeten Vereinigung zur Förderung der Zeitschrift für christliche Kunst sowie der 1892 gegründeten Deutschen Gesellschaft für christliche Kunst spielte Prill im Rheinland eine zentrale Rolle in katholischen kulturellen Kreisen und stand in enger Verbindung mit dem Kölner Domherrn Alexander Schnütgen. Er schrieb auch selbst einige Aufsätze in dessen Zeitschrift für christliche Kunst, in dem er sich ein überzeugter Verfechter der Neugotik – vor allem gegenüber der Neuromanik – zeigte. Zwei andere Aufsätze befassten sich mit Kunstgewerbe und mittelalterlicher Architektur. Weiter schrieb er ein Werk zur Geschichte des sächsischen Klosters Wechselburg bei Chemnitz und eine Einführung in die hebräische Sprache für den Schulgebrauch (1893, Neuauflage 1910).
Zu den von Prill selbst – selbstverständlich in neugotischem Stil – entworfenen Gebäuden gehören die Klosterkirche St. Michael (1881–1888) des vom rheinländischen Priester Arnold Janssen (1837–1909) gegründeten Missionsklosters in Steyl in der niederländischen Provinz Limburg, sowie die Pfarrkirchen St. Josef in Bonn-Beuel (Chor und Querschiff 1880–1882, Langhaus und Turm 1901–1903), St. Marien in Bonn (1887–1892) und St. Michael in Velbert-Langenberg (1899–1900).
1900–1903 wurde die im Kern romanische Kirche St. Johannes Enthauptung in Lohmar unter Prills Leitung durch den Bau eines dreischiffigen neuromanischen Langhauses nach Entwurf des Siegburger Bauinspektors Kosbab wesentlich erweitert. 1930–1931 war er zuständig für den Umbau der 1732 gestifteten Halberger St.-Isidor-Kapelle oberhalb von Lohmar. Ferner baute er sich selbst 1911 im Ortsteil Donrath eine eigene Villa, das Haus Hollenberg (1964 abgerissen).

## Die Kirchen von Prill

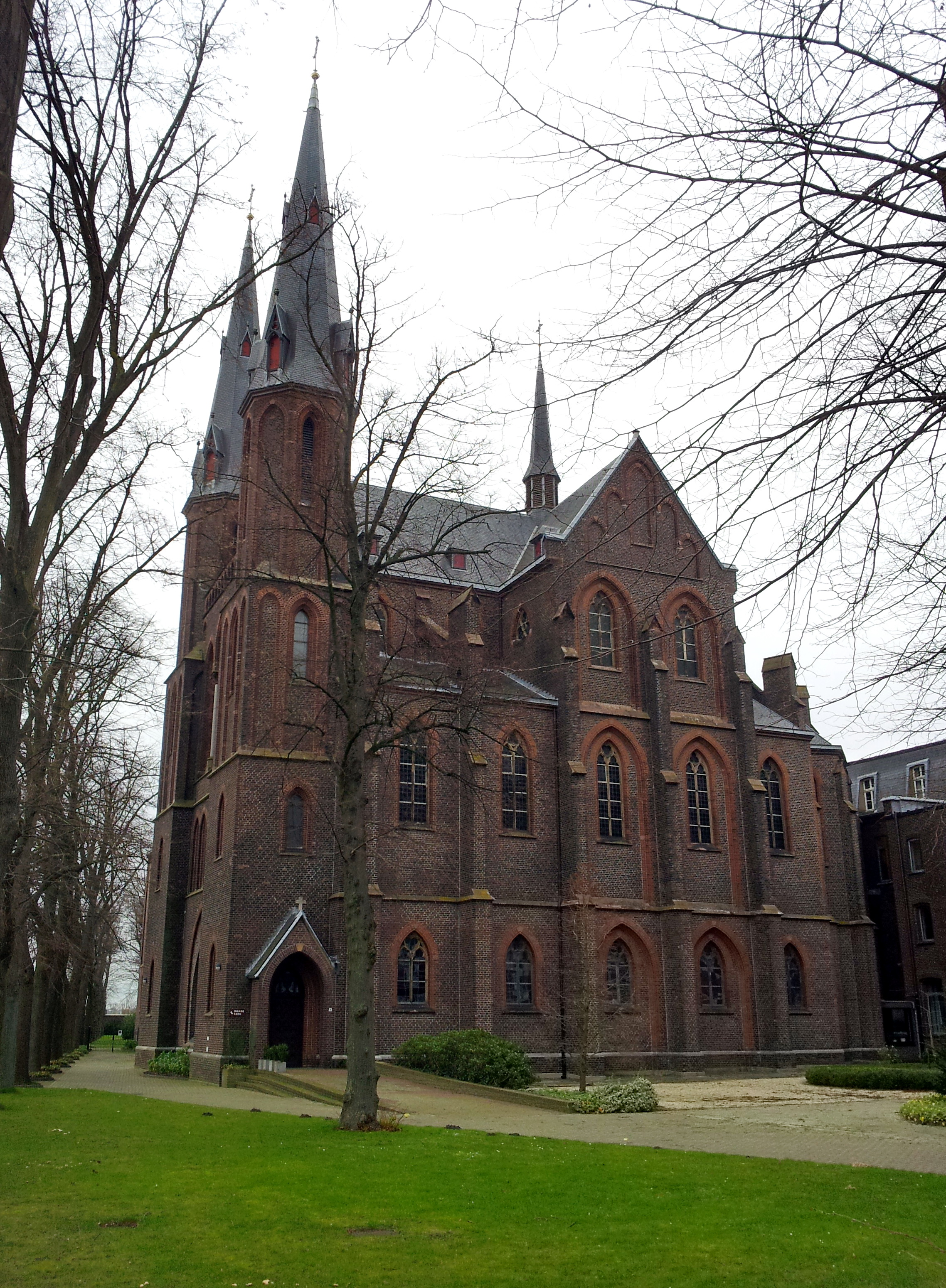
Steyl, St. Michael (1881–1888)
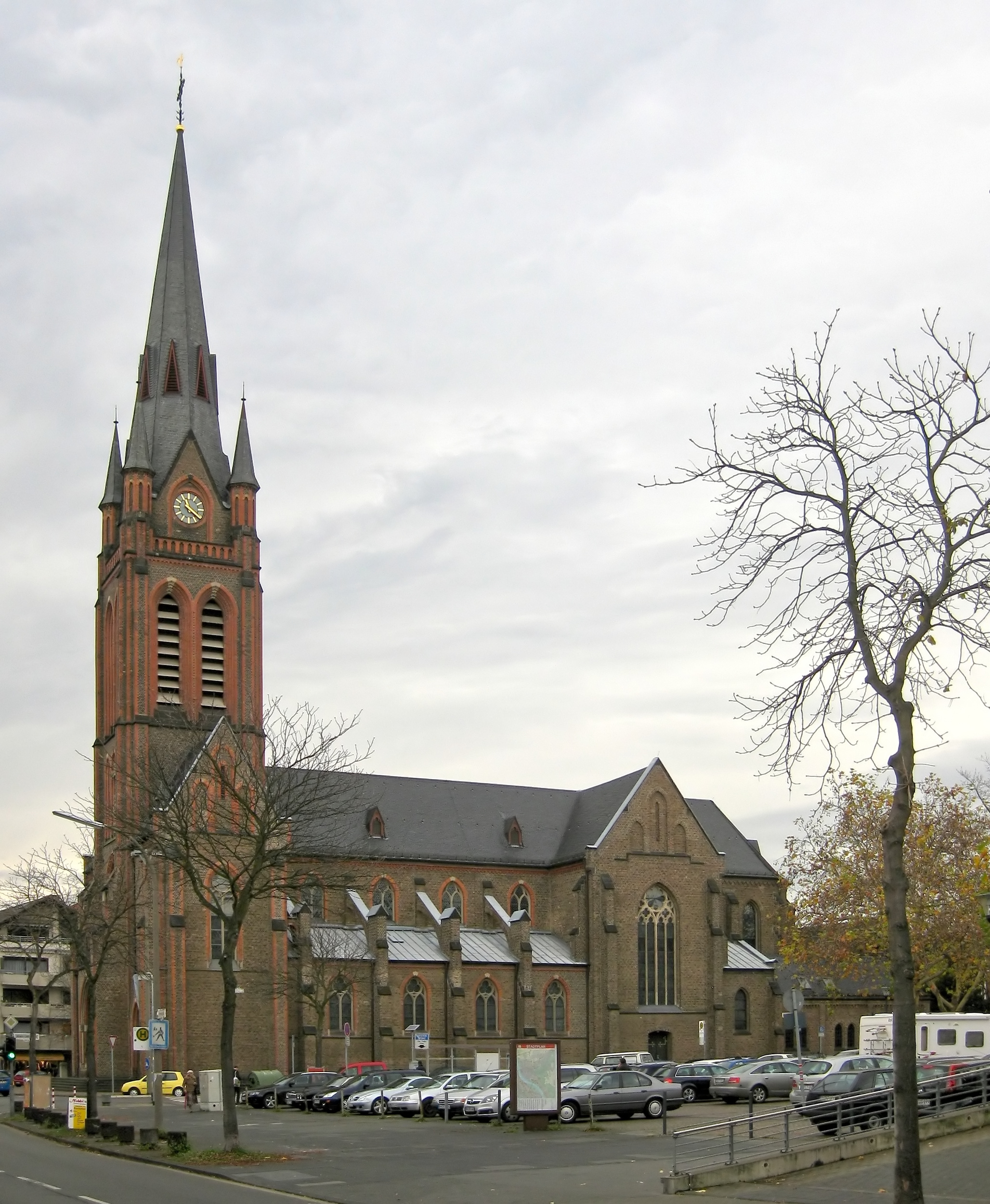
Bonn-Beuel, St. Josef (1880–1882 und 1901–1903)
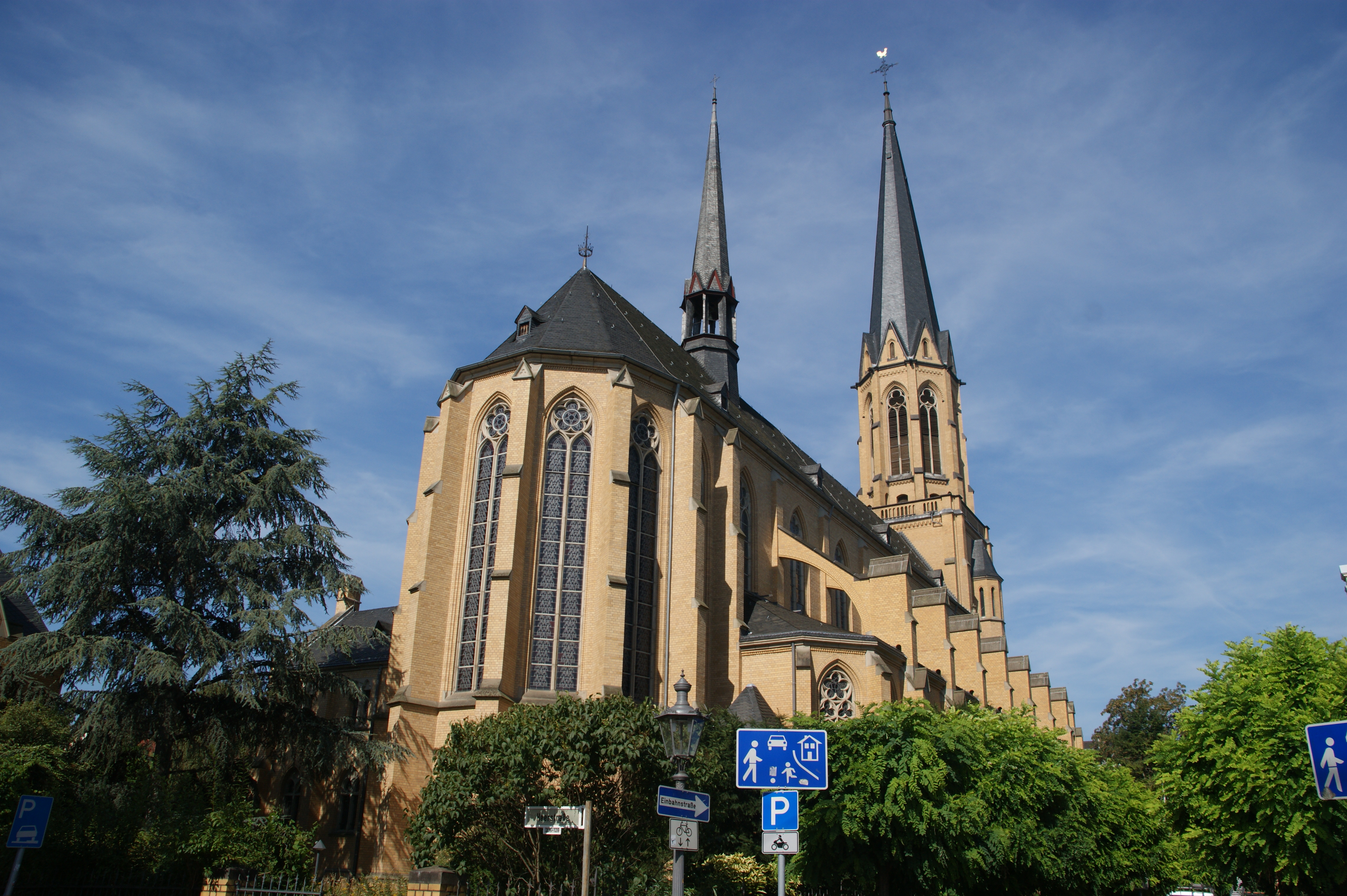
Bonn, St. Marien (1887–1892)
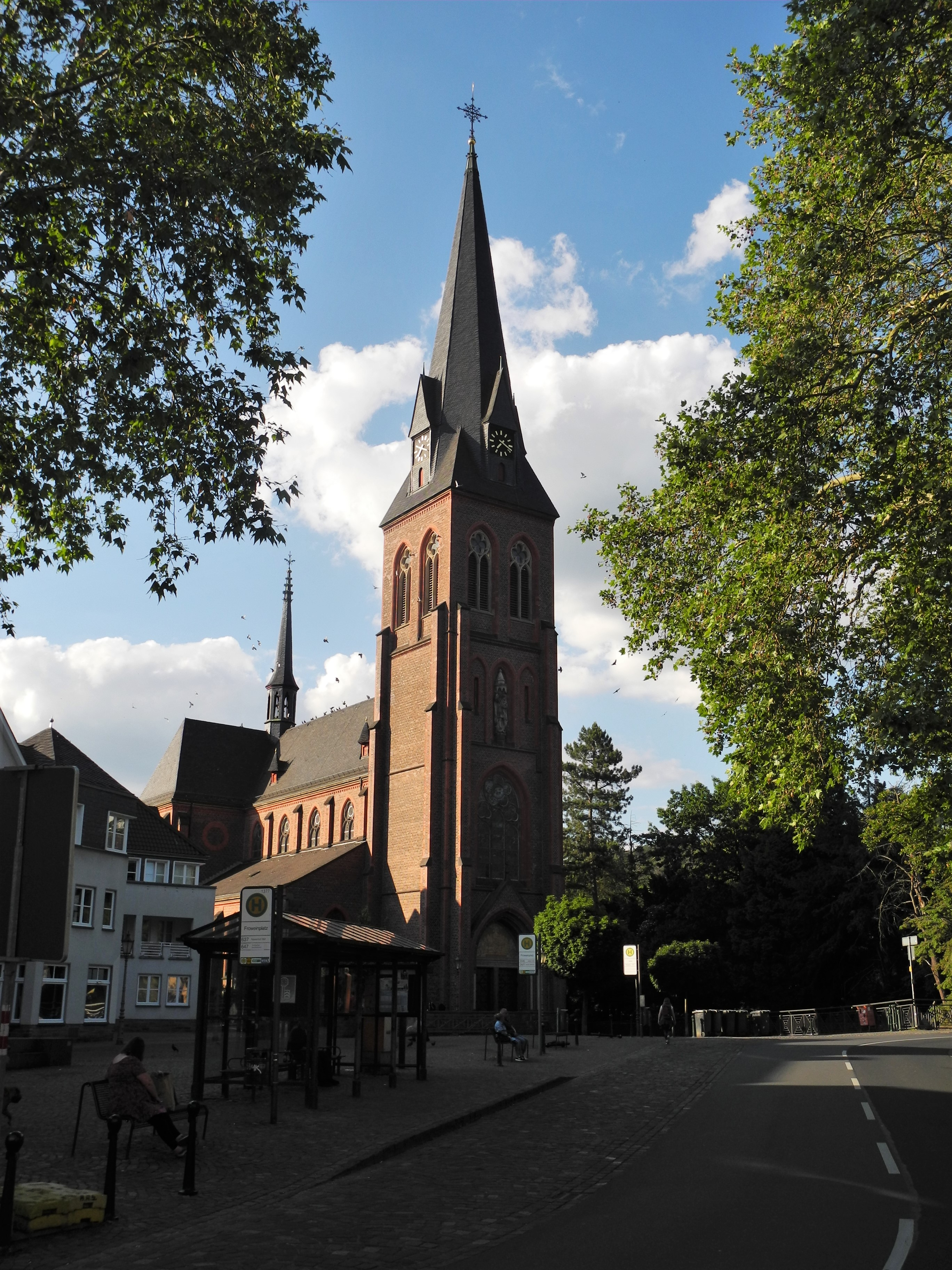
Velbert-Langenberg, St. Michael (1899–1900)
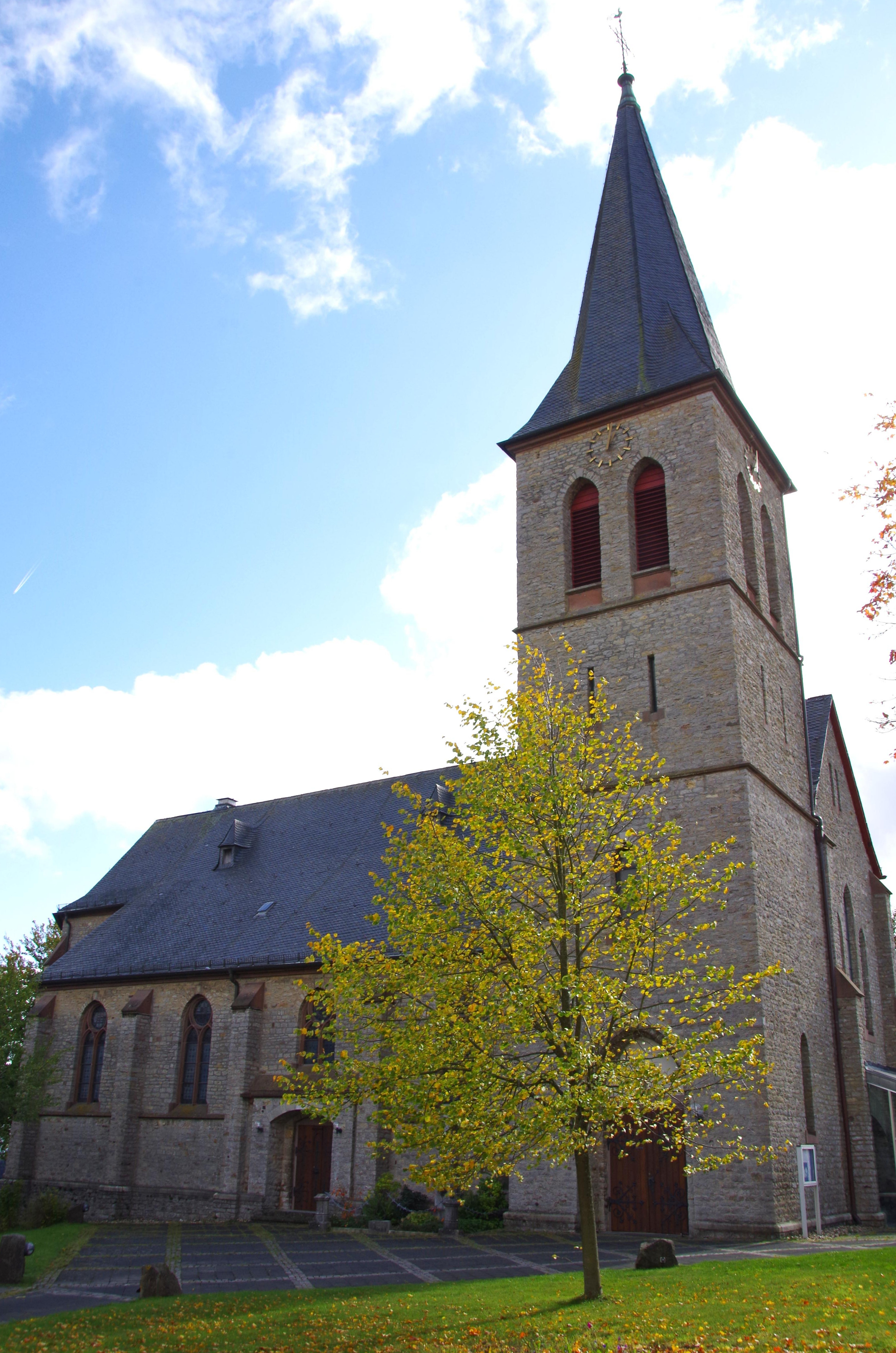
Kall-Sistig, St. Stephanus (1901)
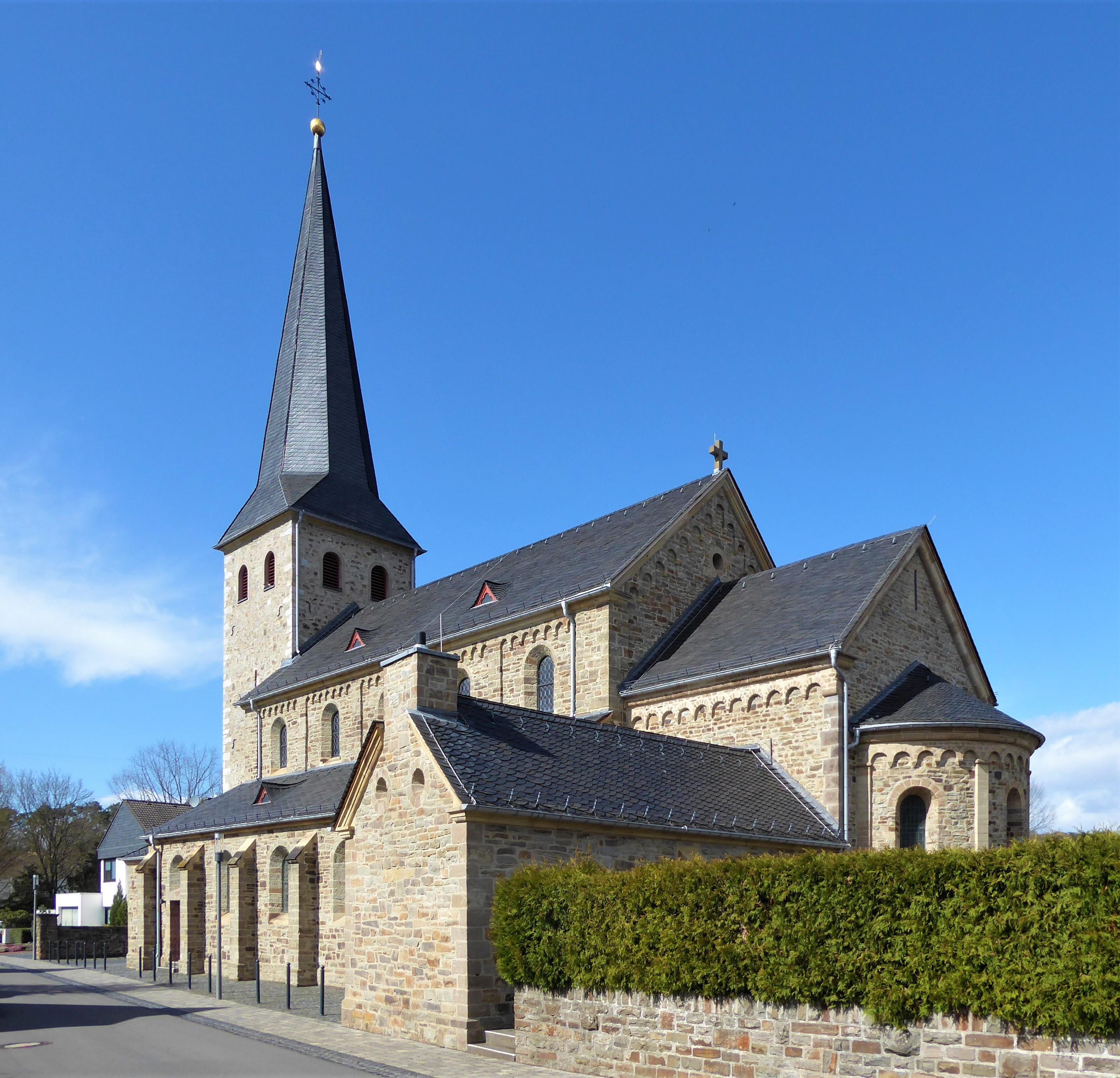
Lohmar, St. Johannes Enthauptung (Umbau 1900–1903)
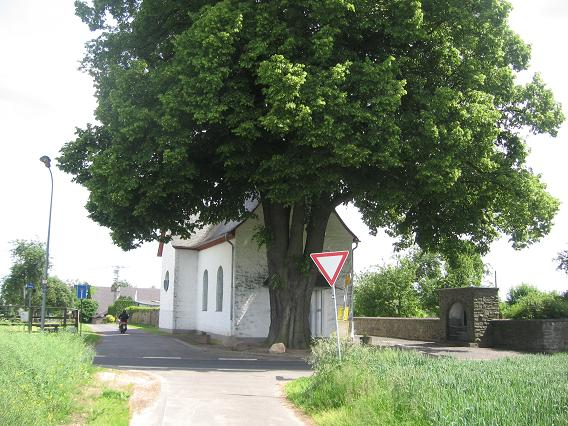
Lohmar, Halberger Kapelle (Umbau 1930–1931)